# ابرهم غوتليب
الحاخام أبرهم مُردِخاي غُوتليب (7 يناير 1963، 11 تيفيت 5723 - ) هو حاخام طائفة أشلاج الحسيدية في قرية الغابات في القدس. وُلدَ في بني براك وتتلمذ على يد الحاخام باروخ أشلاج. معلم في علم الكابالا والتنمية الذاتية وناشط اجتماعي إسرائيلي، مؤلف كتب ويعلم دروس في تعاليم الحاخام يهودا أشلاج ("صاحب السُّلَّم").

## نشأته ودراسته
وُلِد ونشأ في بني براك. في سن التاسعة، غادر منزله نتيجةً لعنف والده الناجي من الهولوكوست، وانتقل للعيش مع جده. ومنذ سن الرابعة عشرة، درس على يد الحاخام باروخ أشلاج، وفي مدرسة بيت مئير الدينية عند الحاخام زلمن روتبرغ.
وفقًا لموقعه على الإنترنت، بدأ منذ صغره بتعليم مجموعات من الشباب في أماكن مختلفة من البلاد حكمة الكابالا، بالإضافة إلى تحرير كتابات حاخامه بتشجيع منه.

## نشاطه

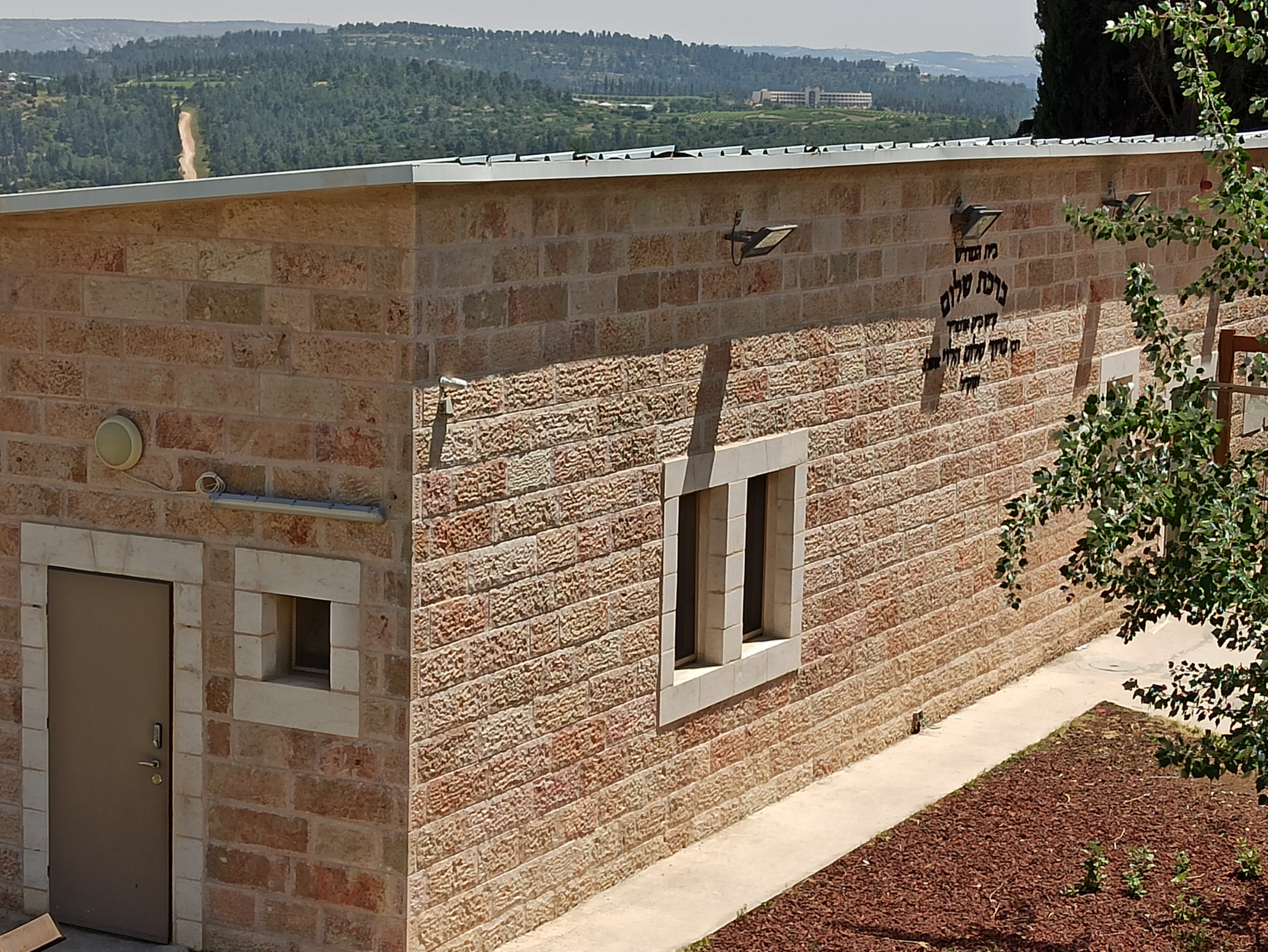
معهد "بركة سلام" في كريات يعاريم.

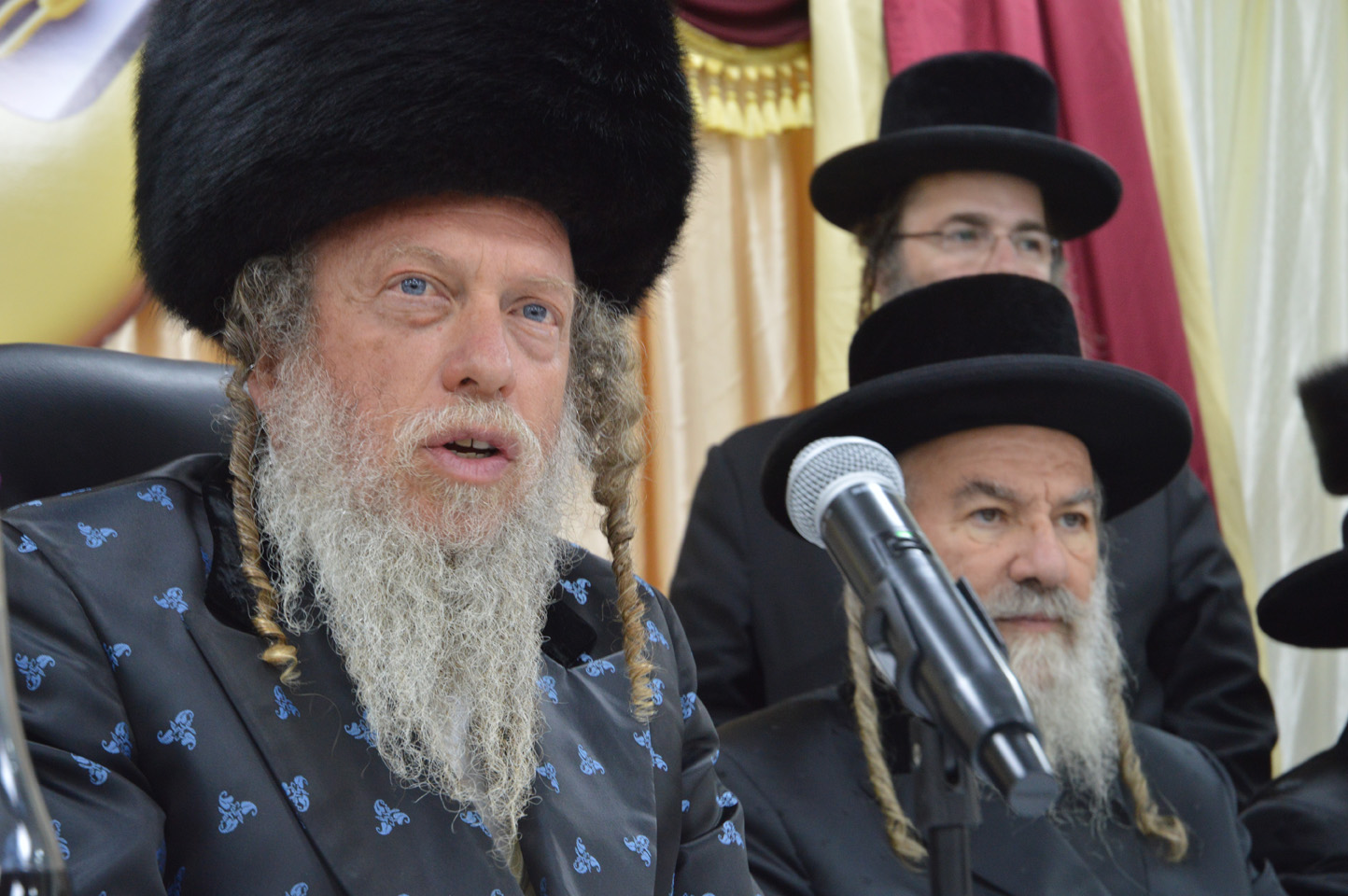
من اليسار: الحاخام غوتليب في مؤتمر جمعية "صاحِب السُّلَّم" لعلماء التوراة.

في عام 1993، وبعد وفاة الحاخام أشلاج، غادر غوتليب بني براك إلىقرية الغابات، حيث أسس معهد "بركة السلام" الدراسي وبدأ بتدريس دروس في حكمة الكابالا. تُنشر دروسه أيضًا على الإنترنت، وهو منخرط في نشر حكمة الكابالا في المجتمع الديني والإسرائيلي. اعتبارًا من عام 2025، أُغلق المعهد.
وبالتوازي مع تعليمه، أسس الحاخام غوتليب دار نشر مع طلاب آخرين، والتي نشرت أكثر من 40 كتابًا في الكابالا وفقًا لمسار الحاخام باروخ أشلاج، الذي لم ينشر كُتبًا في حياته ولم تبق تعاليمه إلا في التسجيلات والملاحظات التي كتبها هو وتلاميذه.
يُدرّس الحاخام غوتليب دروسًا لجمهور متنوع: من القطاعات العلمانية، والقومية الدينية، والأرثوذكسية المتطرفة، وهذا على غرار الحاخام أشلاج. وقد شارك في دروسه العديد من الشخصيات العامة، منهم أفيخاي ماندلبليت، إيهود بنّاي، تيهلا فريدمان، بوعز هوس، كما أنه نشط على وسائل التواصل الاجتماعي، وينشر مقاطع فيديو ومحتوى متنوعًا لأفكاره وآرائه.
من المثير للأهتمام انه يوجه بعض من خطاباته للمشاهدين من الامة العربية، حيث يخاطبهم بفيديوهات تيكتوك مع ترجمة ويدعوهم كما يدعُ الإسرائيليين الى السلام وفهم القرآن الكريم.
في سبتمبر 2021، حضر غوتليب حفل زفاف زوجين مثليين وباركهما. بعد ذلك، أعلن عن توقف مؤقت لإلقاء الدروس في مختلف وسائل الإعلام: "لأن هذه المسيرة تسببت في تدنيس اسم الله، ولأن العديد من الزيديم نشروا الافتراءات، لذلك، وبدون نذر، سأوقف جميع الدروس في المستقبل القريب في مختلف وسائل الإعلام".
في عام 2025، انضم إلى حركة "المسار الثالث" التي أسسها الحاخام مايكل ابرهام.

## رؤية اجتماعية
رؤية الحاخام غوتليب هي تغيير وجه المجتمع الإسرائيلي من خلال تعليم جديدة تركز على الذات الداخلية للإنسان وفهمه، وعلى أساس المبدأ الروحي المتمثل في حب الآخرين ونفعة البشرية.
فيما يتعلق بوضع المرأة في المجتمع الإسرائيلي، يعتقد الحاخام غوتليب أن المرأة يجب أن تكون جزءًا لا يتجزأ من النشاط العام ودراسة التوراة والعمل، وأنه من الأفضل للرجل الأرثوذكسي المتشدد أن يجلس بجانب امرأة أجنبية لدراسة الدين بدلاً من رؤية وجهها غير محتشم بعيدة عن التديُّن في الأماكن العامة. وقد تحدث على نطاق واسع عن الحاجة إلى الإدماج والتسامح تجاه الأشخاص المثليين جنسياً ومزدوجي الميل الجنسي ومغايري الهوية الجنسية. في فصوله، يتناول الحاخام غوتليب قضايا تغيير المناخ والبيئة؛ ويدعو إلى تقليل استخدام الأدوات التي تستخدم لمرة واحدة، ويدعم حقوق الحيوان، ويعارض قسوة صناعة اللحوم. ويؤكد على البعد الروحي، وليس المادي، لقداسة أرض إسرائيل. وفي رأيه، فإن أرض إسرائيل الحقيقية هي في المقام الأول روحية، والتركيز على التفسير المادي لتقديس الأرض يؤدي إلى خارجية سطحية. يعارض الحاخام غوتليب الإكراه الديني من أي نوع، بما في ذلك "قانون الخميرة" الذي يفرضه القانون الاسرائيلي الحالي على غير المتديينين. ويعارض قانون "حظر وسائل النقل العام في يوم السبت"، يدعو الى التسامح مع غير المتديينين ويعتقد أنه عندما يتحرر الإنسان عندها على وجه التحديد تنشأ الرغبة في الاقتراب من الدين والتديُّن؛ وليس عندما يُفرض عليه قسرًا أو خجلًّا.
يشارك الحاخام غوتليب بانتظام في بودكاست مستقل مع أفري جلعاد على إذاعة "الراديو الاجتماعي الجديد". ويُدعى باستمرار إلى قنوات إعلامية مختلفة للتعبير عن آرائه. من بين ذلك، أجرت معه ليأت ريغف الاعلامية المشهورة في برنامجها المشهور "في زمن المضارع"، مقابلة على قناة كان 11، حيث عبّر عن موقفه من أهمية ذهاب طلاب التوراة إلى العمل ووجوب خدمة المتديينين في الجيش في وحدة مكيَّفة مناسبة للملتزمين دينيا وتجنيد الشبيبة المتدينة اليهودية الملتزمة.
وعلى عكس ما هو شائع في القطاع الحريدي، لا يمتنع الحاخام غوتليب عن تناول القضايا الإشكالية ومناقشتها في مقاطع الفيديو والمحتوى الذي ينشره.

## من كتبه
كتب العديد من الكتب منها:
- في قلب كامل – حلقات من حياة وتعليمات الحاخام يهودا أشلاج[العبرية]، وابنه الحاخام باروخ أشلاج[العبرية]، وتلاميذهما.
- من عجلات العام – مقالات حول مواضيع فصول الأسبوع والأعياد اليهودية وفقًا منهج يهودا أشلاج[العبرية].
- عطاء التوراة – مقالات بقلم الحاخام أشلاغ مع تعليقات ومقالات بقلم الحاخام غوتليب.
- تلمود العشر معجزات - مرتب بشكل مشابه لـ "شكل الصفحة"، ألفه "صاحب السُّلَّم" مع تعليقات الحاخام غوتليب.
- مقدمات إلى حكمة الحقيقة – عمل لمؤلف كتاب "السلم" مع تعليقات ومقالات بقلم الحاخام غوتليب.
- مقدمة إلى حكمة الكابالا – عمل لمؤلف كتاب "السلم" مع تفسيرات ومقالات بقلم الحاخام غوتليب.
- رسائل عباد الله – تعليقات على رسائل مؤلف «السلم» إلى طلابه.
- مقالات بركة السلام – مجموعة من جميع مقالات الحاخام التي كتبها لطلابه بين عامي 1964-1971.
- البركات والسلام – مقالات عن خدمة الله في الحقيقة بقلم الحاخام مع تعليق الحاخام غوتليب.
- الله، لقد سمعت منك - مقالات كتبها طلاب صاحب السلم والحاخام بنيامين سنكوفسكي، الحاخام موشيه باروخ ليمبرجر، الحاخام يائير وينستوك، الحاخام يهودا هيرش براندوين وغيرهم - من التعاليم الخاصة والتعليمات التي تلقوها من حاخاماتهم، مع تعليق الحاخام غوتليب.
- بوابة قاعة الملك - ملخص لمبادئ حكمة الكابالا.

## حياته الشخصية
متزوج من "حنة زيلبرفيلد"، المولودة في فرانكفورت، ولديهما ثلاثة أبناء.